# Casbia impressaria
Casbia impressaria là một loài bướm đêm trong họ Geometridae.